# کوروت-۵
کوروت-۵ یک ستاره است که در صورت فلکی تک‌شاخ قرار دارد.